# Koninklijke Vereeniging van Nederlandsch-Indische Oud-Strijders van Land & Zeemacht "Je Maintiendrai"
De Kruis van Verdienste van de Koninklijke Vereeniging van Nederlandsch-Indische Oud-Strijders van Land & Zeemacht "Je Maintiendrai" was een van de vele Nederlandse veteranenorganisaties.  Deze vereniging legde zich toe op de veteranen uit Nederlands-Indië, een kolonie waar van 1814 tot de dekolonisatie na de Tweede Wereldoorlog vrijwel onafgebroken oorlogen en oorlogjes werden uitgevochten. Toen de heersers op Java en Sumatra  en de vorsten van eilanden als Bali en Lombok eenmaal waren onderworpen of afgezet bleven er opstanden over die het Nederlands Indisch Leger veel doden en gewonden hebben gekost. Voor de veteranen en de families van gewonde en gesneuvelde militairen was niet al te veel geregeld. Particuliere verenigingen als deze zamelden geld in en zij behartigden de belangen van hun leden. 
De vereniging verleende een particuliere onderscheiding, het Kruis van Verdienste van de Koninklijke Vereeniging van Nederlandsch-Indische Oud-Strijders van Land & Zeemacht "Je Maintiendrai".